# Bitmessage
Bitmessage è un protocollo di comunicazione decentralizzato, crittografato e peer-to-peer che può essere usato per mandare a un'altra persona messaggi criptati. Lo stesso processo può avere anche più di un destinatario.

## Storia
Bitmessage è stato concepito dallo sviluppatore di software Jonathan Warren che ha basato il suo design nella valuta digitale decentralizzata, Bitcoin. Il software è stato pubblicato nel novembre del 2012 sotto Licenza MIT.
Bitmessage si è guadagnato la reputazione di essere fuori dalla portata delle intercettazioni telefoniche senza mandato condotte dalla NSA, a causa della sua struttura decentralizzata e la sua crittografia difficile da crackare. Questo previene intercettazioni accidentali. Come risultato, i download del programma di Bitmessage sono quintuplicati durante il giugno del 2013 dopo che si è diffusa la notizia delle attività di sorveglianza della posta elettronica classificata condotte dalla NSA.
Riesce a garantire privacy e aninomità grazie al meccanismo di propagazione del blockchain e sull’algoritmo di crittografia asimmetrica. Il software è stato indicato anche come alternativa sperimentale alle e-mail da Popular Science e il CNET.
Alcuni programmi ransomware richiedono agli utenti interessati di utilizzare Bitmessage per comunicare con gli aggressori.
La versione 0.6.2 di PyBitmessage (datata 1 marzo 2017), aveva una vulnerabilità nell'arbitrary code execution, bug risolto nella versione successiva 0.6.3 (rilasciata il 13 febbraio 2018).